# Ruptured Heart Theory
Ruptured Heart Theory (englisch für „Theorie vom gebrochenen Herz“) ist ein Lied der Sludge-Band EyeHateGod. Der Song wurde im August 1994 als erste 7"-Vinyl-Single der Band veröffentlicht.

## Entstehung
Die Single wurde 1993 während der Aufnahmen zu Take as Needed for Pain im Studio 13 eingespielt und ein Jahr nach dem Album zum ersten Mal veröffentlicht.

## Veröffentlichungen
Die ersten 300 Exemplare der Single wurden von Hand koloriert und nummeriert. Die weiteren Versionen erschienen in marmoriertem rosa Vinyl. Die beiden Seiten der Schallplatte wurde Dixie White Trash, für die A-Seite mit den Stücken Ruptured Heart Theory und Story of the Eye (2:29) sowie God Loves Heroin mit dem Stück Blank/Shoplift (3:58) betitelt.
Die Single Ruptured Heart Theory erschien nach der Veröffentlichung des zeitgleich aufgenommenem Albums Take as Needed for Pain, auf welchem die Songs Ruptured Heart Theory und Story of the Eye nicht enthalten sind. Das Stück Blank/Shoplift hingegen ist als zwei voneinander getrennte, längere und veränderte Stücke auf diesem Album. Die vollständige Single hat eine exakte Laufzeit von 10:00 Minuten.
Für das zwei Jahre später in einem Take aufgenommene Album Dopesick, wurde der Song Ruptured Heart Theory erneut eingespielt.
Alle drei auf der Single veröffentlichten Stücke waren Bestandteil der im Jahr 2000 von Century Media veröffentlichten Kompilation Southern Discomfort. 2006 erschienen ebenfalls alle drei Stücke auf der Wiederveröffentlichung des Albums Take as Needed for Pain in der 1994 veröffentlichten Variante.

## Kritik
William York greift in der Beschreibung des Albums Dopesick das Stück als einen der besten Song des Albums heraus.

„„Ruptured Heart Theory“ ist der eine Titel, der die Band in ihrer tiefsten Verzweiflung zeigt, mit seinen feedback-speienden Gitarren, den krachenden Becken, der gequälten Stimme und dem endlos kriechendem Tempo.“